# Solange Fasquelle
Pour les articles homonymes, voir Fasquelle.
Solange Fasquelle, née Solange Marie Andrée de La Rochefoucauld le 14 juillet 1933 à Paris 16e, et morte le 15 août 2016 dans cette même ville et même arrondissement, est une femme de lettres française.
C'est une romancière prolifique, qui a par ailleurs écrit de nombreux articles pour la presse et des pièces pour la radio. Elle a exercé une forte influence sur le milieu littéraire français à la fin du XXe.

## Biographie
Fille d'Edmée de Fels (1895-1991) et du duc Jean de La Rochefoucauld (1887-1970), Solange de La Rochefoucauld a trois frères et sœurs, Isabelle (1919-2011), François (1920-2011) et Philippe (1922-1993) ; elle naît le 14 juillet 1933 à Paris.
Elle publie son premier roman, Malconduit, en 1959, après avoir exercé dans le domaine bancaire jusqu'en 1956, puis pris la direction de la revue littéraire Cahiers des saisons. De 1963 à 1971, elle est chargée des relations publiques pour l'office du Tourisme libanais.
Membre des jurys des prix Louise-Labé, Alexandre-Dumas et Femina, elle préside celui du prix Cazes.
Divorcée de Jean-Claude Fasquelle, mère d'Ariane Fasquelle (1956-2016), directrice littéraire du domaine étranger aux éditions Grasset, elle meurt le 15 août 2016, à l'âge de 83 ans, « des suites d'une longue maladie », quatre mois après sa fille unique. Ses funérailles ont lieu le 23 août suivant en l'église Saint-Germain-des-Prés en présence de personnalités du monde littéraire. Elle est inhumée ensuite au petit cimetière de Cadaqués.

## Œuvres
- Malconduit, Julliard, 1959 (BNF 32093406)
- Le Congrès d'Aix, Julliard, 1961 (BNF 33003324)
- Que faire de la vie, Julliard, 1962 (BNF 33003328)
- Hôtel Salvador, Julliard, 1963 (BNF 33003325)
- L'Air de Venise, Grasset, 1967
- Conchita et vous, manuel pratique à l'usage des personnes employant des domestiques espagnoles, Albin Michel, 1968 (BNF 33003323)
- Le Prince à Palmyre, Grasset, 1969 (BNF 33003327)
- Les Amants de Kalyros, Grasset, 1971 (BNF 35212188)
- Le Trio infernal, Presses de la Cité, 1972 (BNF 35223829)
- Le Carnet de Paula, Grasset, 1973 (BNF 35214461)
- Te revoir à Venise, Hachette, 1973 (BNF 35147073)
- L'Ogresse de la Goutte-d'Or, Presses de la Cité, 1974 (BNF 34561996)
- Victoire et la Florentine, Presses de la Cité, 1974 (BNF 35148035)
- Victoire et la fille de Barbe Bleu, Presses de la Cité, 1974 (BNF 34560102)
- L'Été dernier, Albin Michel, 1975 (BNF 34574156)
- L'Horloger de Montreuil, Presses de la Cité, 1976 (BNF 34557457)
- Les Falaises d'Ischia, Albin Michel, 1977 (BNF 34704840)
- Francesca, Éditions de Trévise, 1978 (BNF 34296575)
- Les Chemins de Bourges, Éditions de Trévise, 1985 (BNF 34759632)
- Les Routes de Rome, Éditions de Trévise, 1986 (BNF 34775909)
- Malgré le monde, 1987
- Les La Rochefoucauld : une famille dans l'Histoire de France, Perrin, 1992 (BNF 36655838)
- Sarranches, Grasset, 1995 (BNF 35786211)
- Le Chant des hérissons, Grasset, 1997 (BNF 35868299)
- L'Ombre des treize vents, 2000 (BNF 37100256)
- Mère, Grasset, 2004 (BNF 39112094)
- Avec Marcel Schneider, avec Jean Dutourd, Diane de Margerie et Christine Jordis, 2005

## Adaptation
- Le Trio infernal, film, 1974

## Prix
- Prix Paul Flat de l'Académie française 1961 pour Le Congrès d'Aix
- Prix Cazes 1961 pour Le Congrès d'Aix
- Prix des Deux Magots 1967 pour L'Air de Venise
- Prix Cœur volant 1976 pour L'Été dernier
- Prix RTL grand public 1978 pour Les Falaises d'Ischia
- Prix d'Académie 1990 pour l'ensemble de son œuvre[8]

## Décorations
- Chevalier de la Légion d'honneur
- Chevalier de l'ordre national du Mérite
- Commandeur de l'ordre des Arts et des Lettres (2005)[9]